# Stadshuset, Nyköping

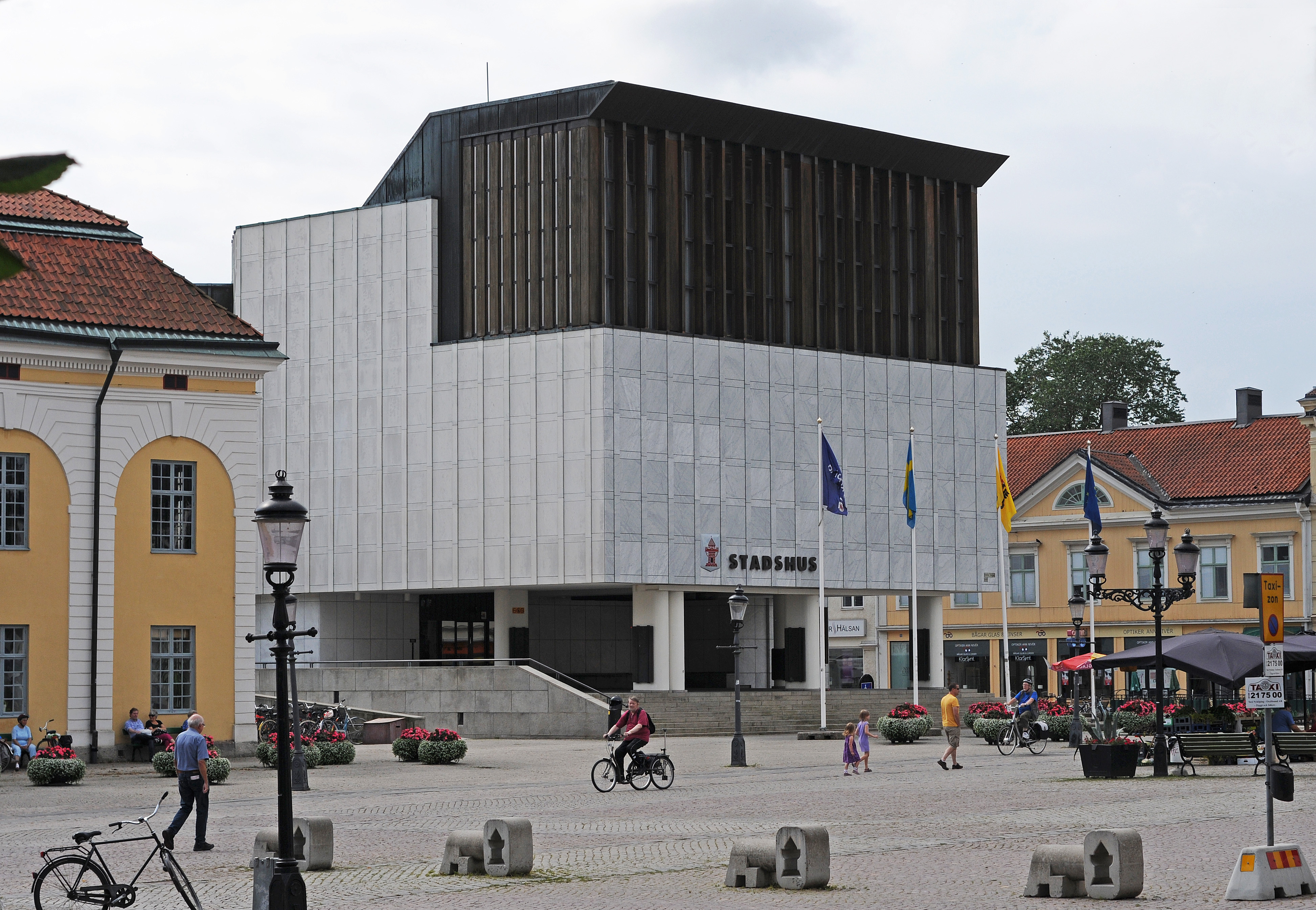
Stadshuset i Nyköping.

Stadshuset i Nyköping är en byggnad vid Stora Torget i Nyköping uppförd i Modernistisk arkitekturstil. Den är säte för Nyköpings kommuns politiska ledning och kommunala administration. Byggnaden är ritad av de danska arkitekterna Jean-Jacques Baruël och Paul Niepoort. Den uppfördes 1962–1969 och invigdes i december 1969.
Stadshuset är byggt i bland annat carraramarmor, koppar och teak. Även inredning, möbler och armaturer har formgivits av arkitekterna.
Byggnaden blev byggnadsminnesförklarad 2012.

## Bilder

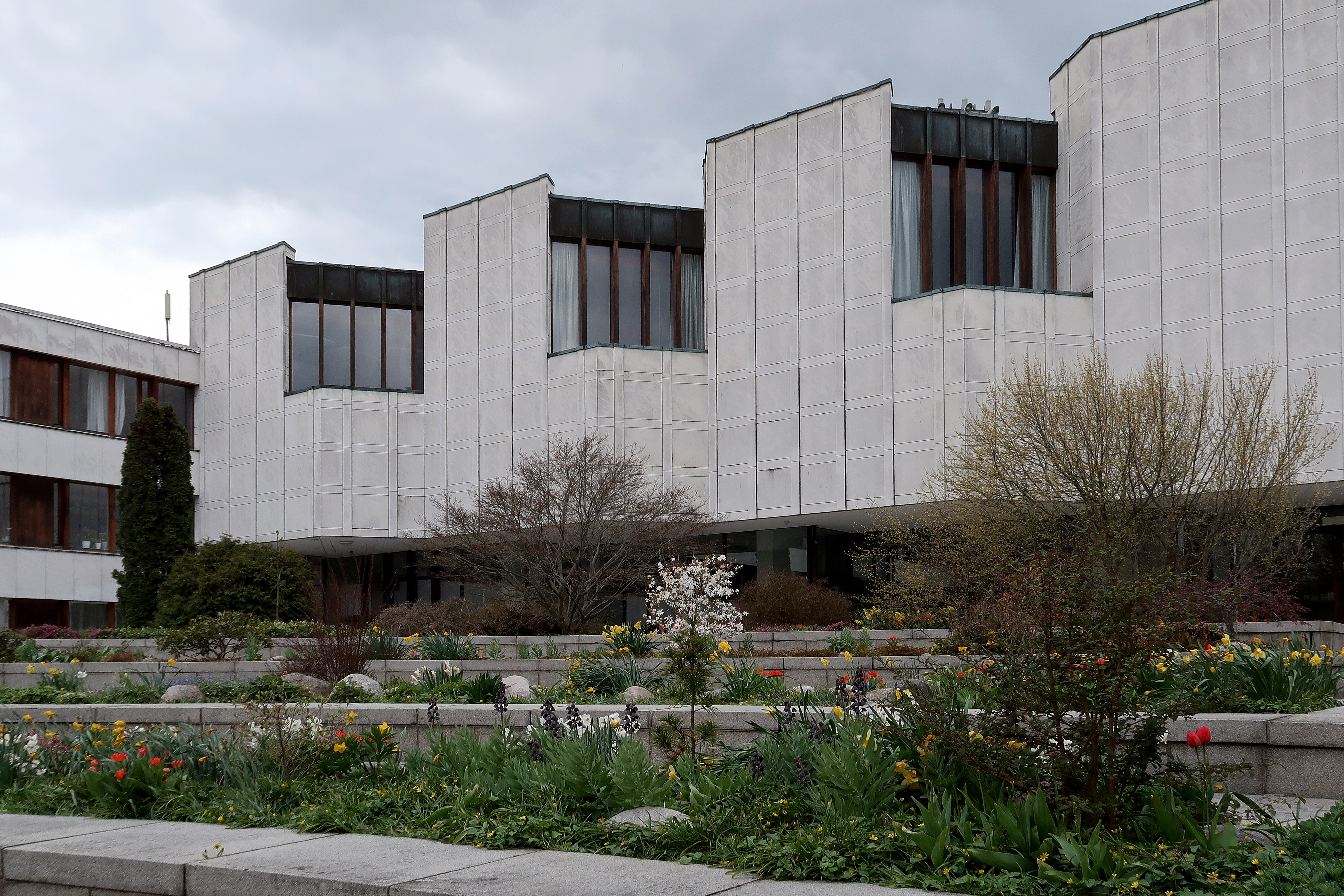
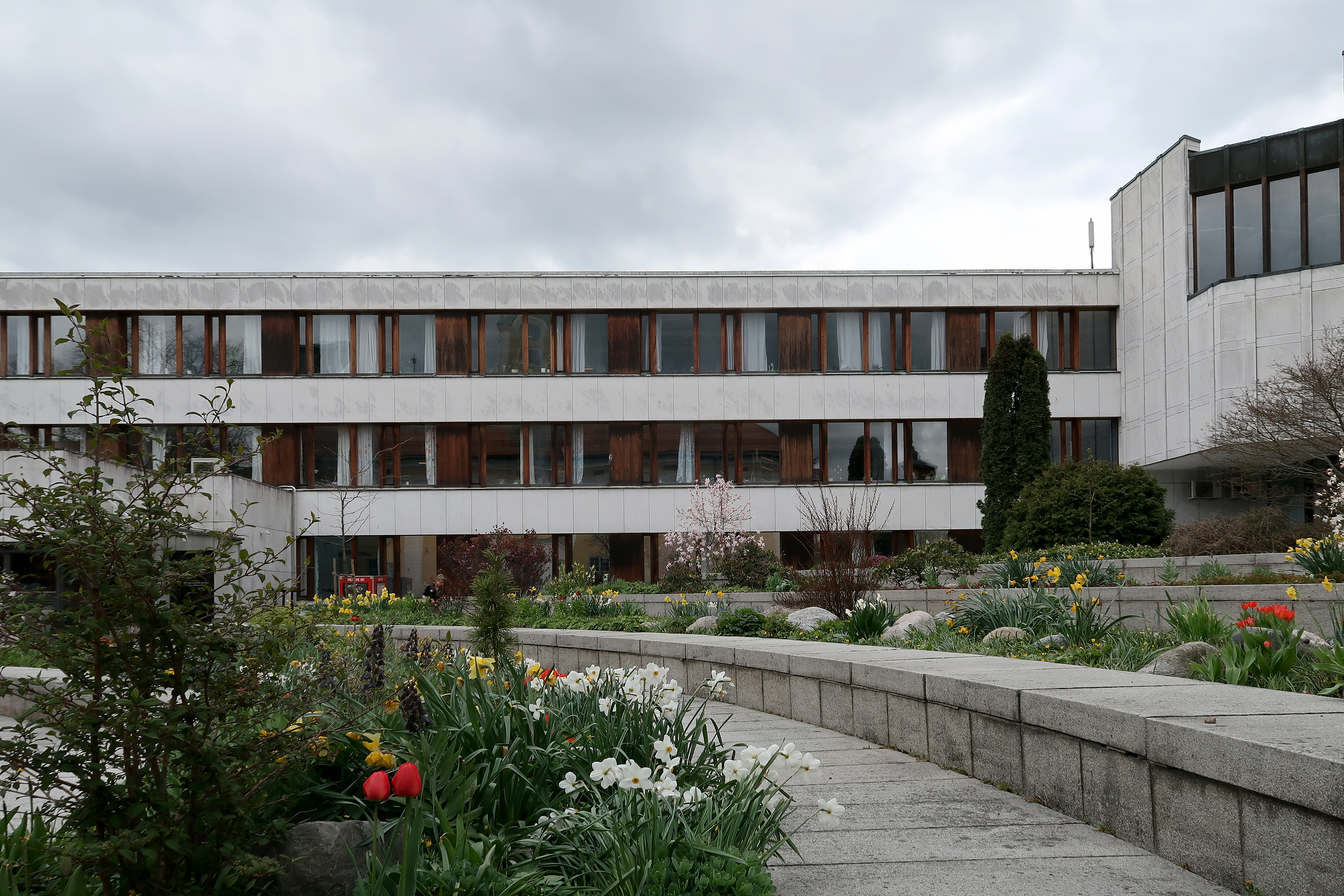
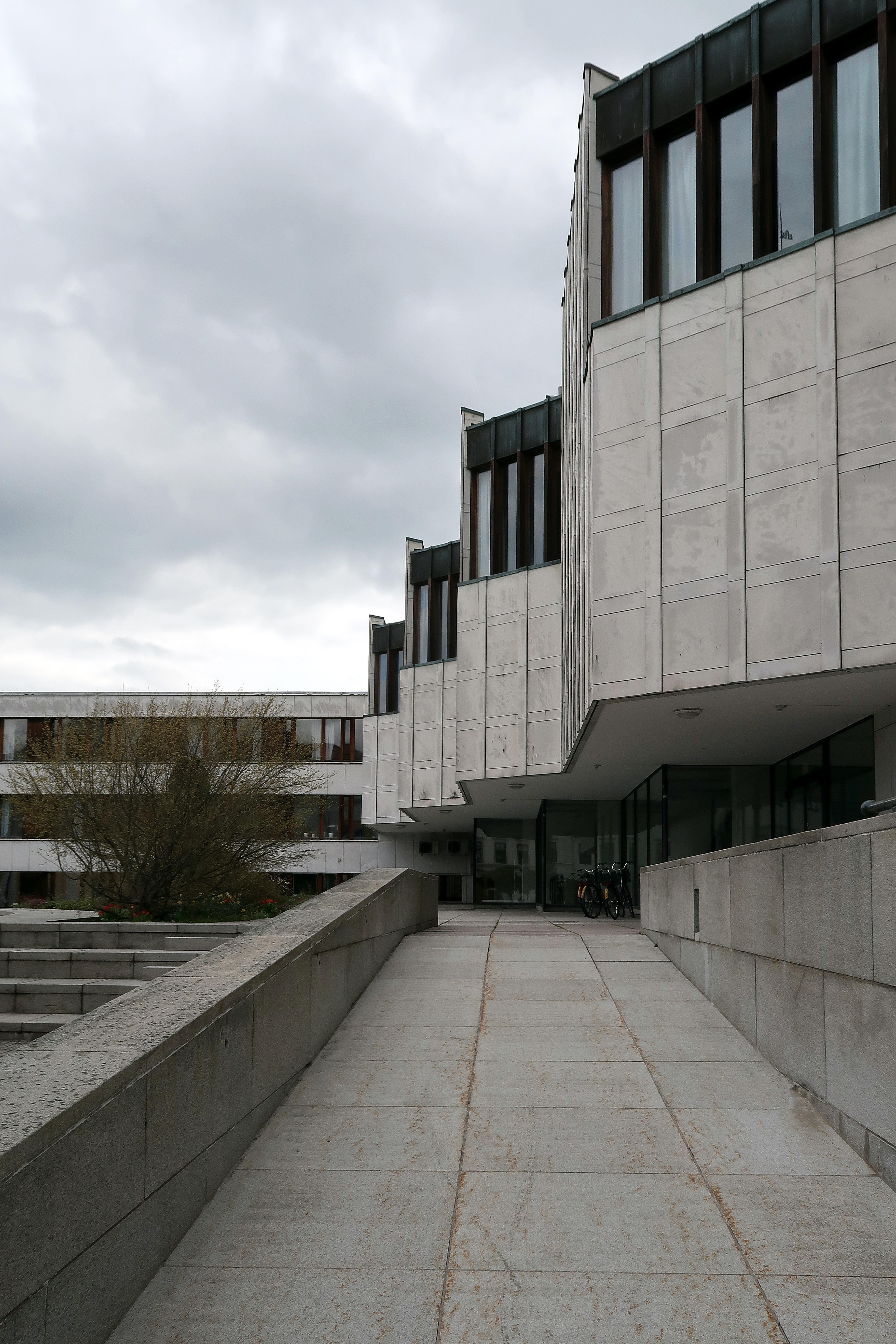